# Wake Up (canción de Imagine Dragons)
«Wake Up» (en español: «Levántate») es una canción de la banda estadounidense de Pop rock Imagine Dragons, escrita y compuesta por la agrupación y el dúo de productores suecos Mattman & Robin para su sexto álbum de estudio, «LOOM». Comenzó a ser promocionada el 2 de julio de 2024 por medio de KIDinaKORNER e Interscope Records como un sencillo promocional del álbum.

## Antecedentes
Luego del estreno de «Eyes Closed» en abril de 2024 junto con un remix que contó con la participación del cantante colombiano J Balvin, los fanes de la banda siguieron jugando dentro del sitio web de las "cuatro puertas" en la página oficial de la banda, en el cual se dejaron ciertas pistas que adelantaban el estreno de su próximo sexto álbum de estudio. Luego de que el equipo de los Crayonts volviese a ganar la competencia ante los Guerriers y Dreamers, un fragmento de la canción, junto al de los temas «Nice to Meet You» y «Fire in These Hills», fueron compartidos al equipo ganador.

## Composición
En una entrevista con NPR, el vocalista Dan Reynolds describió la historia de la canción:

«Se trata realmente de despertar de mi propia mente. Me adormezco con mucha facilidad. Cuando estaba en secundaria... tenía la cabeza bastante nublada y empecé terapia muy joven. Descubrí que necesitaba salir de mi propia mente, y [«Wake Up»] trata precisamente de eso. Me sentaba y anotaba en mi cuaderno ideas para mi terapeuta sobre quién quería ser».

## Video Musical
El video musical de «Wake Up» se estrenó el 2 de julio de 2024 y fue dirigido por Matt Eastin. El video muestra a Dan Reynolds registrándose en un hotel e intentando conciliar el sueño. Sin embargo, es interrumpido por luces multicolores que lo transportan a la azotea del hotel. Al final, Reynolds despierta en su cama y coloca una etiqueta de "No molestar" en la puerta.

## Presentaciones en vivo
«Wake Up» fue interpretada por primera vez el 8 de julio de 2024 durante el Festival iHeart Radio 2024, acompañado de «Take Me to the Beach» y «Fire in These Hills». Posteriormente, sería incluida en el repertorio de canciones del «LOOM World Tour» y presentada en concierto el 30 de julio de 2024, en Camden, Nueva Jersey.

## Lista de sencillos
| LOOM: Edición Estándar |           |                 |          |  |
| N.º                    | Título    | Artista(s)      | Duración |  |
| 1.                     | «Wake Up» | Imagine Dragons | 2:46     |  |

## Créditos
Adaptados del sencillo «Wake Up» y del booklet de «LOOM».
Wake Up
- Interpretada por Imagine Dragons.
- Escrita por: Dan Reynolds, Wayne Sermon, Ben McKee, Robin Fredriksson y Mattias Larsson.
- Publicada por: Imagine Dragons Publishing (BMI) Warner-Tamerlane Publishing Corp, Wolf Cousins / Warner Chappell Music Scand (STIM).
- Producida por Mattman & Robin para Wolf Cousins Productions.
- Grabada en: “MXM Studios” (Los Ángeles, California), “Conway Studios” (Los Ángeles, California), “Westlake Studios” (West Hollywood, California) y “House Mouse Studios” (Estocolmo, Suecia).
- Ingeniería por: Jeremy Lertola en “MXM Studios”, John Armstrong en “Conway Studios” y Greg Eliason en “Westlake Studios”.
- Mezclada por: Serban Ghenea en “MixStar Studios” (Virginia Beach, VA).
- Asistente de Mezcla: Bryce Bordone.
- Masterizada por Randy Merrill en “Sterling Sound” (Nueva York).

Imagine Dragons
- Dan Reynolds: Voz, Batería e instrumentos.
- Wayne Sermon: Guitarra e instrumentos.
- Ben McKee: Bajo e e instrumentos.

## Listas de Popularidad

### Rendimiento semanal
| Lista (2024)                                   | Máxima Posición |
| ---------------------------------------------- | --------------- |
| Eslovaquia (Rádio – Top 100)                   | 21              |
| Estados Unidos (Billboard)                     | 26              |
| Estados Unidos (Hot Rock & Alternative Songs)  | 27              |
| Nueva Zelanda (New Zealand Hot Singles) (RMNZ) | 12              |
| San Marino (San Marino RTV)                    | 15              |
| Suiza (Schweizer Hitparade)                    | 78              |

### Rendimiento mensual
| Lista (2024)                 | Posición |
| ---------------------------- | -------- |
| Eslovaquia (Rádio – Top 100) | 33       |

## Historial de Lanzamiento
| Región        | Fecha               | Formato                              | Sello discográfico              |
| ------------- | ------------------- | ------------------------------------ | ------------------------------- |
| Todo el Mundo | 28 de junio de 2024 | CD Vinilo Descarga digital Streaming | KIDinaKORNER Interscope Records |